# Treffieux
Treffieux (bretonisch: Trefieg) ist eine französische Gemeinde mit 976 Einwohnern (Stand: 1. Januar 2022) im Département Loire-Atlantique in der Region Pays de la Loire; sie gehört zum Arrondissement Châteaubriant-Ancenis und zum Kanton Guémené-Penfao. Die Einwohner werden Treffiolais genannt.

## Geografie
Treffieux liegt etwa 18 Kilometer südwestlich von Châteaubriant am Don, einem Nebenfluss der Vilaine. Der Sauzignac, ein Zufluss des Don, verläuft an der südlichen Gemeindegrenze. Umgeben wird Treffieux von den Nachbargemeinden Saint-Vincent-des-Landes im Norden, Issé im Osten, Abbaretz im Süden und Südosten, Nozay im Süden und Südwesten sowie Jans im Westen.
Die frühere Route nationale 171 (heutige D771) durchquert die Gemeinde.

## Bevölkerungsentwicklung
| Jahr                       | 1962 | 1968 | 1975 | 1982 | 1990 | 1999 | 2006 | 2017 |
| Einwohner                  | 776  | 700  | 688  | 629  | 626  | 618  | 703  | 883  |
| Quellen: Cassini und INSEE |      |      |      |      |      |      |      |      |

## Sehenswürdigkeiten
- Menhir von La Bazinais
- Kirche Saint-Grégoire, um 1880 erbaut
- Kapelle La Fleuriais, im 16. Jahrhundert erbaut
- Herrenhaus La Fleuriais aus dem 19. Jahrhundert
- Schloss Bégly
- Windmühle aus dem 19. Jahrhundert

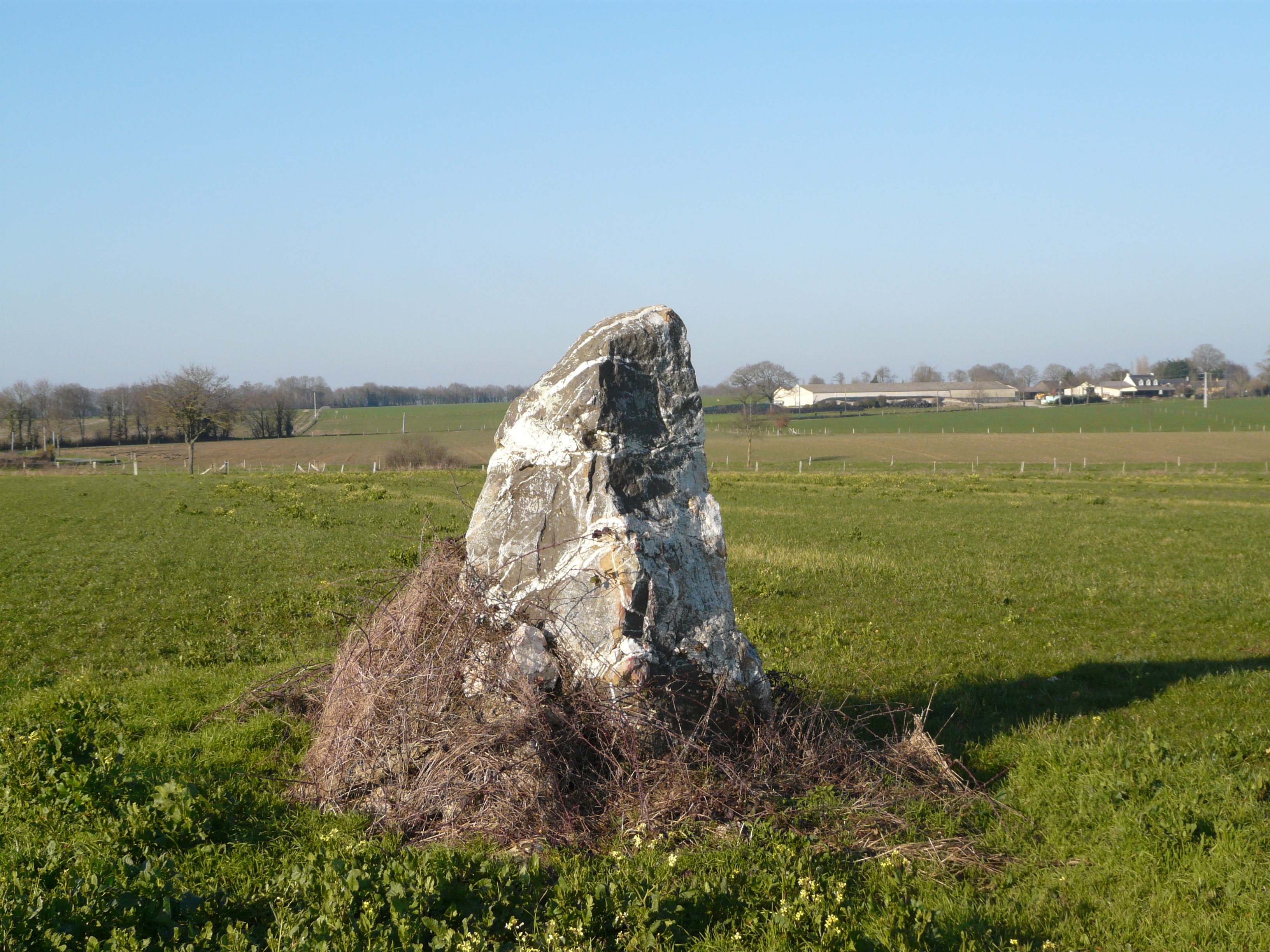
Menhir von La Bazinais
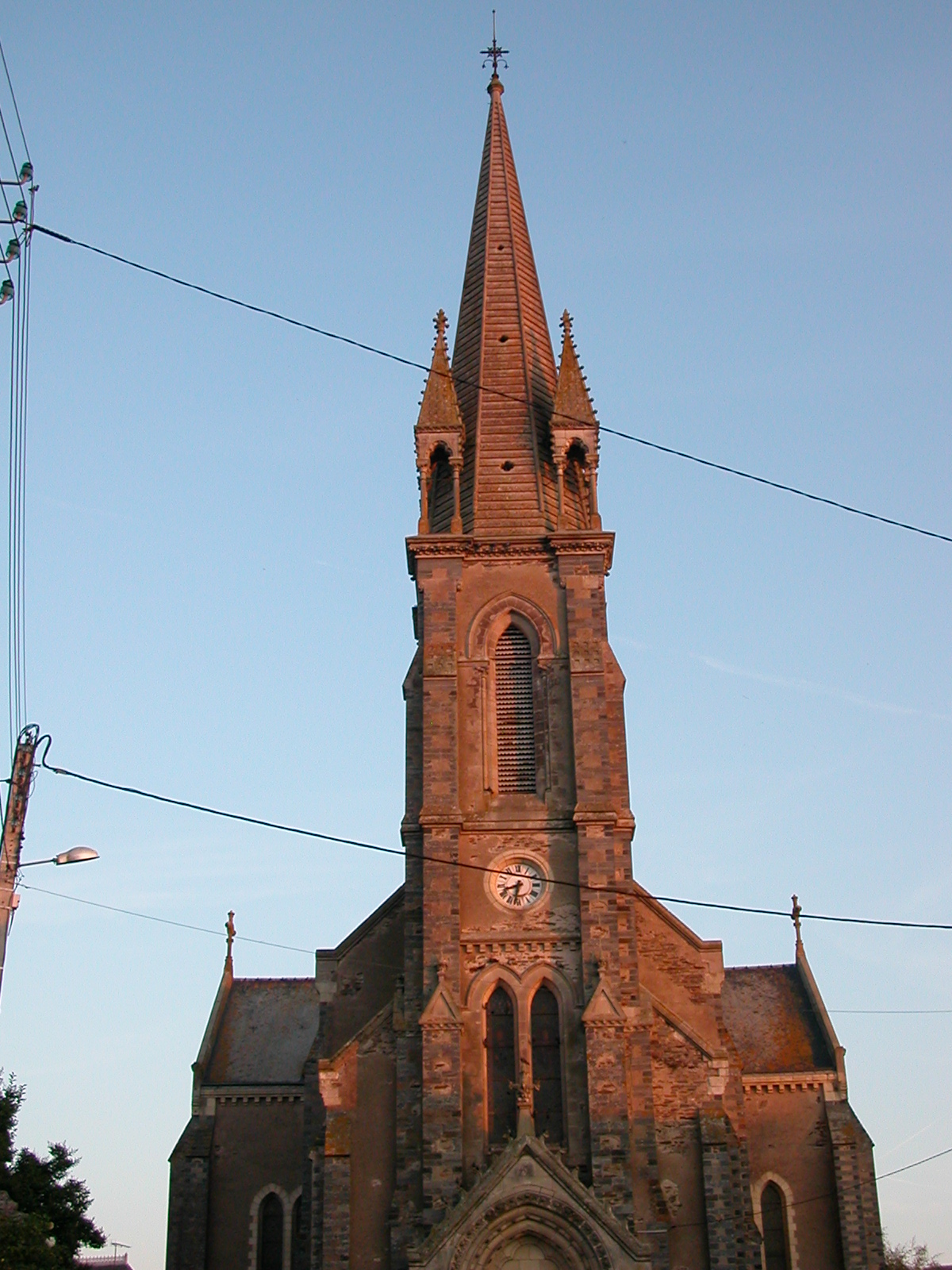
Kirche Saint-Grégoire
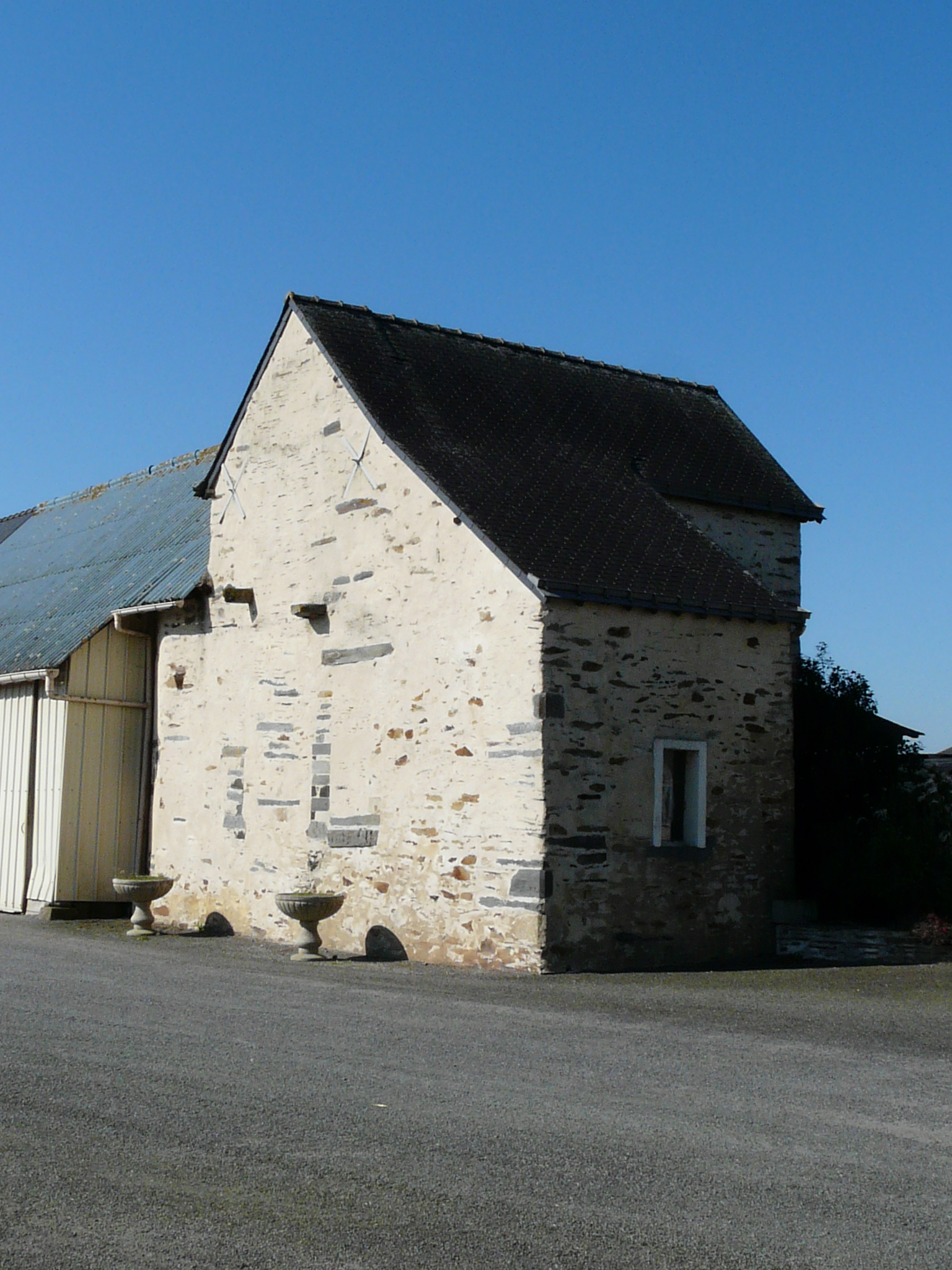
Kapelle La Fleuriais
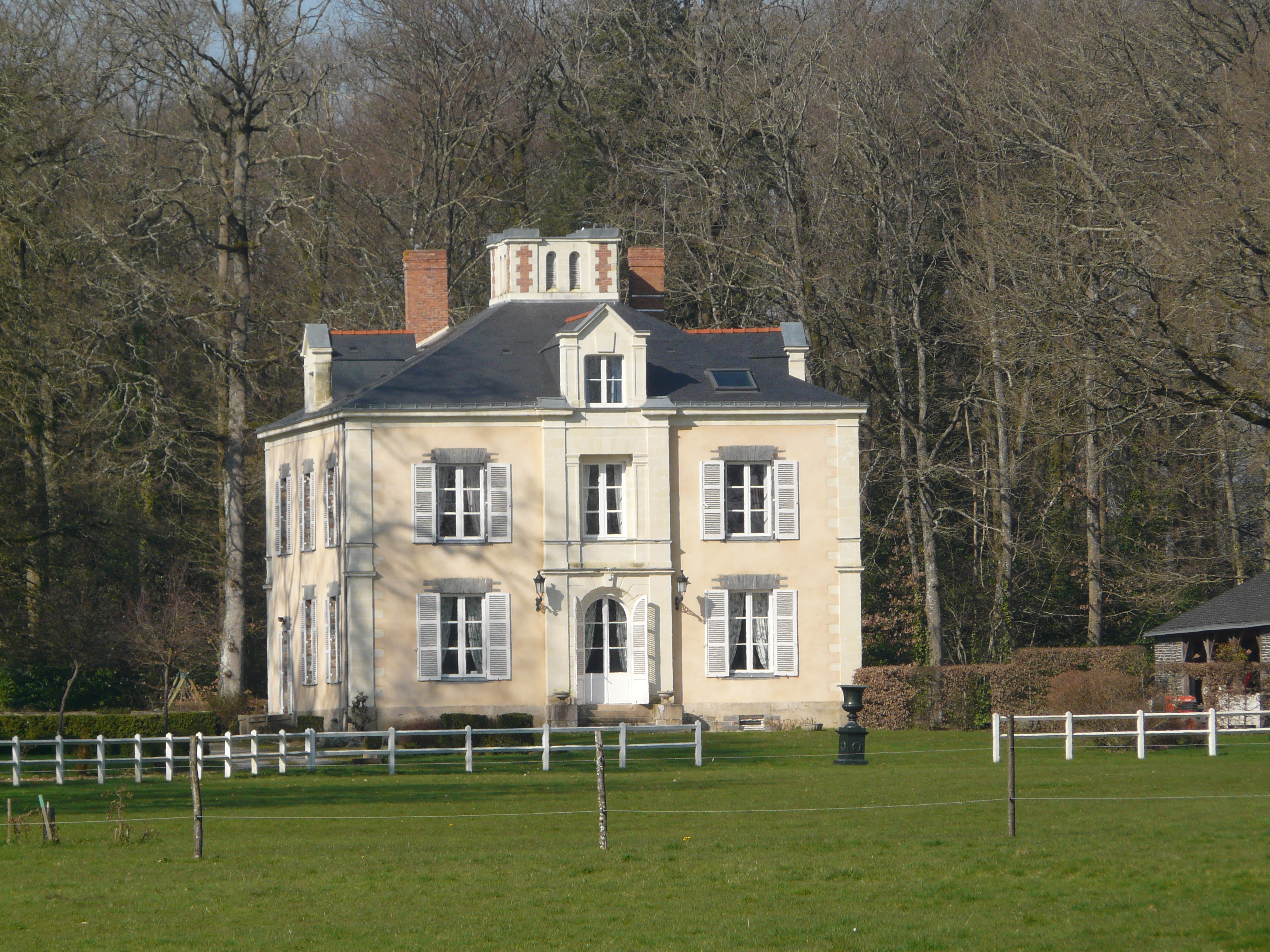
Schloss Bégly